# Ørby
Ørby is een plaats in de Deense regio Hovedstaden, gemeente Gribskov, en telt 310 inwoners (2018).

## Geboren
- Aage Krarup Nielsen (1891-1972), reiziger, schrijver van reisverhalen